# Juste une question d'amour
Juste une question d'amour (tj. Jen otázka lásky) je francouzsko-belgický televizní film z roku 2000, který režíroval Christian Faure. Film se zabývá vztahem mezi rodiči a jejich homosexuálním synem.

## Obsazení
| Cyrille Thouvenin     | Laurent                  |
| Stéphan Guérin-Tillié | Cédric                   |
| Éva Darlan            | Emma, Cédricova matka    |
| Danièle Denie         | Jeanne, Laurentova matka |
| Idwig Stéphane        | Pierre, Laurentův otec   |
| Caroline Veyt         | Carole                   |

## Děj
Laurent pochází z malého města Valencourt a studuje na zemědělské univerzitě v Lille. Před svými rodiči tají, že je gay, neboť jeho bratrance Marca, který o své orientaci řekl svým rodičům, rodiče zavrhli i přesto, že posléze zemřel na hepatitidu. Spolubydlící Carole proto vydává za svou přítelkyni. V rámci školní výuky získá místo praktikanta v soukromém zahradnictví, které provozuje Cédric se svou matkou. Laurent má pomáhat Cédricovi v jeho laboratoři při grantovém výzkumu odolnosti rostlin proti znečištění. Během společné práce se do sebe zamilují. Cédric, který už má coming out za sebou, nesouhlasí s tím, jak Laurent lže svým rodičům a na konci školního roku se nepohodnou. Cédric odjede na konferenci do Paříže a jeho matka Emma zajede do Valencourtu, aby sdělila Laurentovým rodičům pravdu. Otec Laurenta následně vyhodí z domu. Matka se vydá za Emmou, aby se s ní poradila, co má dělat. Cédric se vrátí z Paříže a zaveze Laurenta za jeho rodiči. Otec Laurenta vyslechne a požádá ho o více času na přemýšlení o nastalé situaci.